# Voyage interstellaire

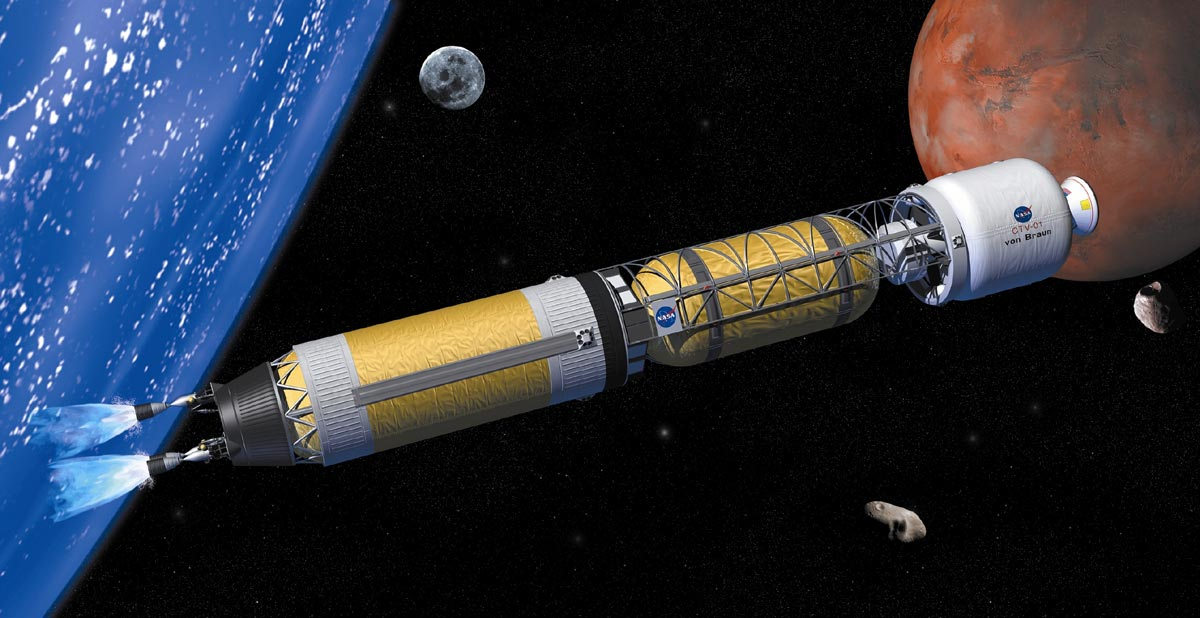
Vue d'artiste montrant un vaisseau utilisant la propulsion nucléaire thermique pour réduire le temps de vol entre la Terre et Mars.

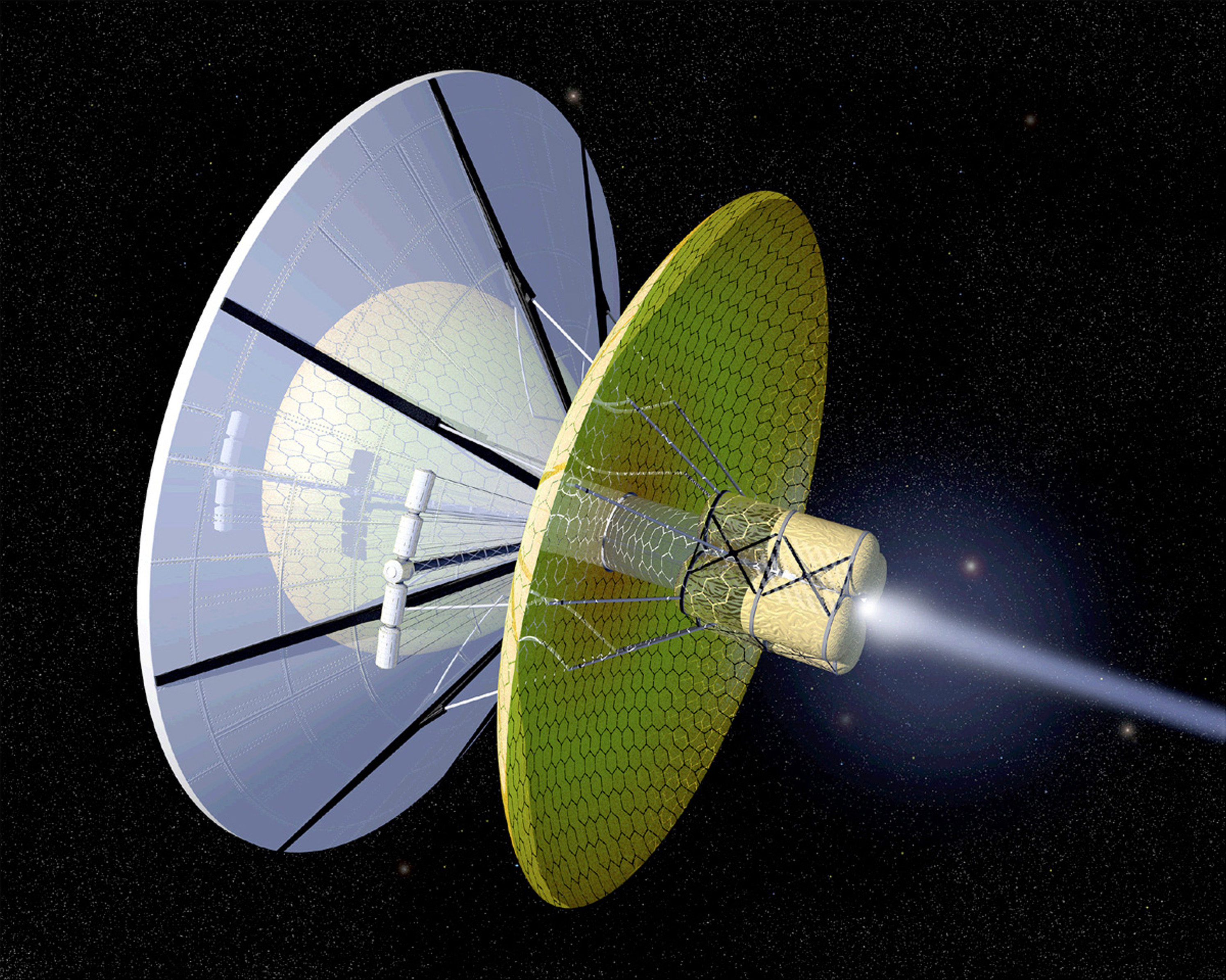
Les scénarios de voyage interstellaire reposent souvent sur des systèmes de propulsion relevant encore de la théorie, comme ce collecteur Bussard.

Le voyage interstellaire est un vol spatial entre deux systèmes planétaires. Contrairement au vol interplanétaire, qui s'effectue entre deux planètes d'un système planétaire depuis les années 1960, le voyage interstellaire reste un thème de science-fiction, l'ordre de grandeur des distances à parcourir étant dix mille fois plus important. Avec les technologies disponibles en 2023, qui reposent sur des systèmes de propulsion chimique, il faut environ 100 000 ans pour qu'un engin puisse parvenir à proximité de l'étoile la plus proche.
Si on écarte la solution très théorique du vaisseau générationnel, qui permettrait de s'affranchir de la contrainte de la durée du transit, le voyage interstellaire nécessite la mise au point de systèmes de propulsion permettant d'approcher la vitesse maximale de notre Univers, soit 300 000 km/s, alors que les modes de propulsion actuels ne permettent d'atteindre qu'une vitesse de transit entre les étoiles de 20 km/s. Le recours à la fission nucléaire ou l'utilisation de voiles solaires, encore expérimentales, permettront peut-être d'atteindre des vitesses plus élevées, mais celles-ci resteront insuffisantes pour atteindre les étoiles dans un délai compatible avec la durée de la vie humaine. De nombreuses études ont été réalisées sur des modes de propulsion plus performants mais encore très théoriques comme la fusion nucléaire, la propulsion nucléaire pulsée ou le recours à un collecteur Bussard.
Pour peu qu'on ne soit pas pressé par le temps et que l'on dispose de moyens financiers suffisants à consacrer à l'élaboration d'un vaisseau adapté, une mission robotique vers les étoiles semble possible, même si elle représente un défi technique et économique considérable qui a peu de chances d'être relevé avant plusieurs siècles. Au XXIe siècle, aucune agence spatiale n'a de projet d'exploration interstellaire. La NASA a effectué plusieurs études de missions robotiques ayant pour objectif l'analyse scientifique du milieu interstellaire situé à moins de 1 000 unités astronomiques du Soleil.

## Difficultés

### Distances interstellaires
| Objet                                  | Distance de la Terre     | Distance de la Terre    | Temps de parcours (engin spatial)              |
| -------------------------------------- | ------------------------ | ----------------------- | ---------------------------------------------- |
| Objet                                  | Temps mis par la lumière | en unités astronomiques | Temps de parcours (engin spatial)              |
| Lune                                   | 1,3 seconde              | 0,0026 U.A.             | 3 jours Apollo 11                              |
| Soleil                                 | 8,32 minutes             | 1 U.A.                  |                                                |
| Mars                                   | 3,16 minutes             | 0,8 U.A.                | environ 9 mois MSL, MAVEN                      |
| Neptune                                | 4,1 heures               | 29,8 U.A.               | 8,5 années New Horizons                        |
| Limite de l'héliosphère                | 16,77 heures             | 121 U.A.                | 36 années Voyager 1                            |
| Proxima Centauri Étoile la plus proche | 4,24 années              | 268 332 U.A.            | Environ 80 000 ans (à la vitesse de Voyager 1) |

Le principal obstacle au voyage interstellaire est la distance entre les étoiles, plus particulièrement entre notre Soleil et les étoiles les plus proches. Lorsqu'il faut mesurer les distances considérables qui séparent les étoiles, on utilise une l'année-lumière, unité définie comme la distance que parcourt la lumière en une année (365,25 jours), soit plus de 9 460 milliards de kilomètres. Dans le vide, la lumière voyage à environ 300 000 km/s. Exprimée dans cette unité, la distance entre la Terre et la Lune est d'environ 1,28 seconde-lumière. La distance moyenne entre la Terre et les autres planètes du système solaire va de 2,3 minutes-lumière à environ 5,3 heures-lumière. L'étoile la plus proche du Soleil connue est Proxima Centauri, qui se trouve à 4,22 années-lumière. Cette étoile se trouve donc 10 000 fois plus loin que Neptune, la planète la plus éloignée du système solaire.
Avec les techniques de propulsion actuelle, il faut presque une décennie pour quitter le système solaire et près de 100 000 ans pour atteindre l'étoile la plus proche. Ainsi la sonde spatiale New Horizons, lancée à très grande vitesse vers Pluton, dernière planète du système solaire (rétrogradée au statut de planète naine en 2006), a croisé l'orbite de Neptune au bout de huit ans. Il lui faudrait donc plus de 80 000 ans pour franchir la distance la séparant de Proxima Centauri, à condition que son vecteur vitesse soit pointé dans la bonne direction. Pour mesurer la distance parcourue par les sondes spatiales on utilise l'unité astronomique (au) qui est égale à la distance moyenne entre la Terre et le Soleil (environ  150 millions de kilomètres) et qui est parcourue en un peu plus de huit minutes par la lumière. La sonde spatiale Voyager 1, lancée en 1977 et qui est l'engin ayant parcouru jusque-là, la plus grande distance, a franchi depuis son départ 121 au (en 2013) alors qu'il faut en parcourir 268 332 au pour atteindre Proxima Centauri. Sa vitesse dans l'espace interstellaire est de 17 km/s soit 3,6 au par an.

### Des systèmes de propulsion existants inadaptés

#### Principes de la propulsion spatiale
Hormis la voile solaire qui exploite la poussée des photons, toutes les techniques de propulsion spatiale existantes ou dont les principes sont validés reposent sur le principe de la conservation de la quantité de mouvement : pour accélérer, le vaisseau spatial expulse une masse (généralement de gaz) dM à une vitesse d'éjection Ve. Si la masse du vaisseau est M l'accroissement instantané de la vitesse qui en résulte dv peut se calculer à partir de l'équation différentielle :
{\displaystyle dM\ V_{e}=Mdv} (Équation de la conservation de la quantité de mouvement)
L'intégration de cette équation permet de calculer la variation de vitesse entre le début et la fin de la phase propulsée, notée Delta-V ({\displaystyle \Delta V}) par un vaisseau de masse initiale mi ramenée à une masse mf après avoir épuisé son carburant :
{\displaystyle \Delta V=V_{e}\,\ln {\frac {m_{i}}{m_{f}}}} (Équation de Tsiolkovski)
avec :
- ve est la vitesse d'éjection des gaz ;
- {\displaystyle \ln } est la fonction logarithme népérien.

L'augmentation de vitesse obtenue {\displaystyle \Delta V} conditionne la durée du vol spatial. Si sa valeur est de 17 km/s (Voyager 1) l'étoile la plus proche ne pourra être atteinte qu'au bout d'environ 100 000 ans. L'équation montre que la vitesse gagnée par le vaisseau est proportionnelle à la vitesse d'éjection des gaz (vitesse par rapport au vaisseau) et au logarithme népérien du ratio masse totale/masse à vide du vaisseau. Deux constats :
- Le logarithme népérien est une fonction dont la valeur croît de plus en plus lentement au fur et à mesure de l'augmentation de son argument (cf tableau ci-dessous). Ce coefficient peut être amélioré en multipliant les étages largués au fur et à mesure de l'épuisement des ergols, ce qui permet de multiplier dans le meilleur des cas la valeur obtenue ci-dessous par le nombre d'étages.

| Masse initiale du vaisseau | Masse finale | Rapport de masse | Logarithme népérien | Commentaire                                            |
| -------------------------- | ------------ | ---------------- | ------------------- | ------------------------------------------------------ |
| 1 000 tonnes               | 100 tonnes   | 10               | 2,3                 | Vaisseau de 1 000 tonnes emportant 900 tonnes d'ergols |
| 10 000 tonnes              | 100 tonnes   | 100              | 4,6                 |                                                        |
| 100 000 tonnes             | 100 tonnes   | 1000             | 6,9                 |                                                        |

- Le deuxième facteur est la vitesse d'éjection des gaz qui dépend elle-même de la technique de propulsion spatiale utilisée. La vitesse d'éjection se mesure en km/s. Elle est également représentée, sous l'appellation d'impulsion spécifique, par la durée pendant laquelle un kilogramme d'ergol produit une poussée équivalente à une masse d'un kilogramme (soit une force d'environ 9,81 N) dans le champ gravitationnel terrestre. Une autre caractéristique importante du type de propulsion est à prendre en considération : la poussée maximale fournie. Elle est par exemple très faible pour les systèmes de propulsion électriques ce qui interdit toute manœuvre orbitale devant être réalisée dans un laps de temps court.

| Type de propulsion spatiale | Vitesse d'éjection des gaz (max) | Impulsion spécifique | Delta-v (1)    | Poussée maximale | Statut de cette technique                    | Remarque                                                   |
| --- | -------------------------------- | -------------------- | -------------- | ---------------- | -------------------------------------------- | ---------------------------------------------------------- |
| Combustion chimique Propulsion à ergols liquides                                                                                | 5 km/s                           | 500 s.               | 11,5 km/s      |                  | Opérationnelle                               | Principal système de propulsion utilisé                    |
| Moteur ionique | 50 à 100 km/s                    | 5 000 à 10 000 s.    | 115 à 230 km/s | 500 millinewtons | Opérationnelle                               | NEXT utilisée par Dawn                                     |
| VASIMR | 500 km/s                         | 50 000 s.            | 1 150 km/s     |                  | Concept non validé                           | Nécessite une source d'énergie externe d'origine nucléaire |
| Propulsion nucléaire thermique                                                                                                  | 10 km/s                          | 1000 s.              | 23 km/s        |                  | Testée au sol                                | Projet NERVA, RD-0410                                      |
| Fusion nucléaire projet Dédale                                                                                                  | 10 000 km/s                      |                      | 21 300 km/s    |                  | Concept non validé performances du 1er étage |                                                            |
| (1)Hypothèse : vaisseau mono étage avec carburant représentant 90 % de la masse totale (coefficient ⇒ 2,3 cf tableau précédent) |                                  |                      |                |                  |                                              |                                                            |

#### Limites des systèmes de propulsion utilisés ou en cours de développement
Les techniques de propulsion spatiale utilisées en 2014 reposent sur la combustion chimique (dans cette catégorie la plus performante est la propulsion à ergols liquides utilisant un mélange d'hydrogène et d'oxygène liquides) et la propulsion électrique (moteur ionique) qui présente l'inconvénient de ne fournir qu'une poussée très faible. La vitesse d'éjection de ces types de propulsion plafonne à une centaine de km/s alors qu'un vol interstellaire nécessite une vitesse de l'ordre de la centaine de milliers de km/s s'il doit être accompli le temps d'une vie humaine (voir tableau ci-dessous). Pour améliorer ces performances on peut augmenter le ratio masse totale/masse à vide : en pratique il est sans doute difficile de descendre en dessous d'une valeur de 20 (95 % de la masse est alors constituée d'ergols) et le gain obtenu est modeste (30 % par rapport à un ratio de 10) alors qu'il faut gagner trois ordres de grandeur (x 1000). On peut également multiplier les étages largués au fur et à mesure de l'épuisement des ergols ce qui permet d'obtenir dans le meilleur des cas une vitesse finale qui est égale à la vitesse d'un vaisseau mono-étage multiplié par le nombre d'étages (si le ratio masse finale/masse initiale est identique à chaque changement d'étage). En pratique il est difficile d'envisager d'avoir plus de cinq étages donc de multiplier par plus de cinq la vitesse finale.
Pour illustrer les limites des systèmes de propulsion existants, on peut citer le cas de la petite sonde spatiale New Horizons (478 kg). Il a fallu utiliser un lanceur lourd Atlas V-551 de 574 tonnes (donc ratio masse totale/charge utile de 1000) à trois étages et demi (en comptant les propulseurs d'appoint) utilisant principalement des moteurs à ergols liquides performants afin d'obtenir une vitesse qui lui a permis d'arriver au niveau de Pluton en dix ans. Bien qu'ayant bénéficié de conditions de lancement qui peuvent être difficilement améliorées avec les lanceurs existants, New Horizons abordera l'espace interstellaire avec une vitesse de seulement 15 km/s. Si on conserve cette masse réduite mais qu'on tente d'augmenter la vitesse à laquelle le vaisseau s'échappe de notre système solaire les gains sont modestes puisqu'il faudrait pratiquement doubler la masse du lanceur pour gagner 1 à 2 km/s. Il faut également prendre en considération la vitesse d'arrivée dans le système stellaire visé d'un vaisseau lancé à une telle vitesse. Dépourvu de moyen de propulsion, il traversera à une vitesse supérieure à celle d'une comète les régions centrales de celui-ci avant de le quitter définitivement. Si l'objectif est de s'arrêter dans le système solaire étranger, il faut emporter une quantité d'ergols qui augmente tellement la masse de l'engin que celui-ci ne peut même plus quitter notre système solaire.
Les systèmes de propulsion chimiques utilisés actuellement, même en envisageant une fusée géante, ne permettent donc pas de lancer un engin spatial vers l'étoile la plus proche en espérant l'atteindre dans des délais considérés comme acceptables pour la société humaine. Les projets spatiaux les plus complexes comme la sonde spatiale Cassini-Huygens ont produit leurs premiers résultats scientifiques environ 25 ans après le début des premières études, mais ce délai a été considéré comme beaucoup trop long par beaucoup d'acteurs[réf. nécessaire].
| Destination                                                                       | Type de mission                                 | Delta-V nécessaire |
| --------------------------------------------------------------------------------- | ----------------------------------------------- | ------------------ |
| Orbite géostationnaire, orbite basse, planètes du système solaire                 | Satellites terrestres, sondes spatiales         | 10 à 15 km/s       |
| Exploration du système solaire par un équipage                                    | Trajectoire rapide et directe                   | 30 à 200 km/s      |
| Exploration de la région située entre 100 et 1 000 unités astronomiques du Soleil | Précurseur d'une mission interstellaire         | 100 km/s           |
| 10 000 au                                                                         | Mission d'étude du nuage de Oort                | 1 000 km/s         |
| Mission interstellaire lente                                                      | Proxima Centauri (4,5 années-lumière) en 40 ans | 30 000 km/s        |
| Mission interstellaire rapide                                                     | Proxima Centauri en 10 ans                      | 120 000 km/s       |

Même les appareils qui peuvent être théoriquement réalisés sont considérés comme trop lents. Les performances que pourraient atteindre de nouvelles techniques sont bornées par les théories actuelles de la physique qui indiquent qu'il est impossible d'aller plus vite que la lumière.

### Autres obstacles
Les autres difficultés rencontrées sont en partie connues grâce aux missions spatiales que l'homme a lancées pour explorer le système solaire et son environnement spatial immédiat. Ce sont le vide, les radiations ionisantes, les micro-météorites et l'absence de gravité. Ces problèmes semblent pouvoir être résolus : des missions découlant de la présence robotique ont été réalisées sur toutes les planètes du système solaire, des humains ont marché sur la Lune et des missions habitées sur Mars sont envisagées depuis plusieurs années.

#### Milieu interstellaire
Le milieu interstellaire est très peu dense mais n'est pas vide. Il contient des gaz et des poussières qui aux vitesses envisagées peuvent éroder de manière significative les parties extérieures du vaisseau spatial. Selon une étude effectuée par le centre Jet Propulsion Laboratory (JPL) de la NASA, un vaisseau lancé à une vitesse de 0,2 c (c = vitesse de la lumière) vers une étoile située à 6 années-lumière subira durant son transit une érosion de sa coque de 30 kg/m2 soit l'équivalent de 1 cm d'épaisseur d'aluminium.

#### Éloignement des sources d'énergie
Dans l'espace interstellaire, aucune source d'énergie externe n'est disponible. La lumière des étoiles est trop faible pour que des panneaux solaires puissent générer une énergie significative. Dans ces régions de l'espace, le vide est presque parfait et on n'y trouve aucune ressource (gaz, eau, matières minérales).

#### Contraintes thermiques
L'espace interstellaire est froid avec une température comprise entre deux et quatre kelvins. Loin du Soleil, cette température nécessite des systèmes de chauffage consommateurs d'énergie et une isolation thermique évitant au moins les pertes par rayonnement. Les pertes par convection seront par ailleurs certes très faibles, mais permanentes.

#### Absence de gravité et rayons cosmiques
Dans l'espace, la physiologie humaine doit s'adapter à l'absence de gravité. On en connaît mal les conséquences à long terme, mais elle entraîne une dégradation notable de la santé des astronautes qui effectuent des séjours de 6 mois à bord de la Station spatiale internationale. Un autre danger vient du bombardement de l'organisme par des rayons cosmiques à haute énergie, sources de désordres cellulaires susceptibles de se transformer en cancers.

#### Absence de solution de repli
Une fois engagé dans l'espace interstellaire, le vaisseau ne peut compter que sur ses propres ressources. En cas de panne, il doit pouvoir être réparé avec les moyens du bord. Or, le taux de défaillance est élevé, compte tenu de la durée du voyage et de la multiplicité des systèmes complexes nécessaires à une telle expédition (propulsion, système de support de vie, etc.).

#### Effets relativistes
Lorsque la vitesse du vaisseau dépasse un dixième de la vitesse de la lumière les effets relativistes se font sentir :
- en s'approchant de la vitesse de la lumière la masse du vaisseau s'accroit. L'augmentation est de 0,5 % à 0,1 c (où « c » désigne la vitesse de la lumière), elle passe à 15 % à 0,5 c et à 600 % à 0,99 c. La quantité d'énergie nécessaire pour accélérer étant proportionnelle à la masse, ce phénomène dégrade les performances de la propulsion[3] ;
- le passage du temps à bord d'un vaisseau en déplacement par rapport à la Terre est plus lent que celui sur Terre. Ainsi, pour un vaisseau effectuant un aller retour en 20 ans à une vitesse de 0,5 c, il se sera écoulé 3 ans de plus pour ceux restés sur Terre. Cette durée passe à 26 ans si le vaisseau a réalisé son voyage à une moyenne de 0,9 c et à 427 ans à 0,999 c[4].

#### Considérations énergétiques
Même un hypothétique système de propulsion idéal ne résoudrait pas le problème de la consommation prodigieuse d'énergie nécessaire pour accélérer un objet macroscopique à une vitesse relativiste. En effet, l'énergie cinétique approcherait alors la masse-énergie totale au repos {\displaystyle E=mc^{2}}. Or, les sources d'énergie actuelles, y compris nucléaires, ne convertissent en énergie qu'une infime partie de la masse dite combustible. Il y a donc fort à craindre qu'une masse prohibitive de combustible serait nécessaire.

## Objectifs

### Motivations
Le voyage interstellaire est une entreprise qui nécessite d'engager des moyens financiers et humains sans commune mesure avec tout ce qui a été fait par le passé. La mobilisation de ces moyens ferait nécessairement face à la réprobation d'une partie du public, qui jugerait plus opportun de les consacrer à la résolution de problèmes divers auxquels l'Humanité fait face sur Terre. Les partisans du voyage interstellaire avancent les arguments suivants :
- le voyage interstellaire est un moyen à terme de gérer la surpopulation qui se profile ;
- c'est un moyen de préserver l'espèce humaine, qui pourrait disparaître à la suite d'un des cataclysmes qui se produisent à intervalles réguliers sur la Terre (impact d'astéroïde de grande taille, éruption volcanique à grande échelle et évolution du Soleil) ;
- la réalisation d'un tel projet peut doper l'économie par le biais de l'innovation technique qu'elle suscitera ;
- le voyage interstellaire constitue un moyen de poursuivre la quête de connaissances qui est un des moteurs de notre société ;
- les indices recueillis jusqu'ici semblent indiquer que la vie intelligente est un phénomène rare dans l'Univers, il est du devoir de l'humanité de répandre celle-ci dans notre galaxie ;
- il existe une planète potentiellement habitable à seulement 4,24 années lumière de la Terre : Proxima Centauri b (IST de 0,85 et mésoplanète).

### Destinations
Compte tenu de la difficulté d'un voyage interstellaire, les étoiles situées au voisinage de notre Soleil seront les premières destinations. Il existe 32 étoiles situées à moins de 15 années-lumière de notre Soleil, mais seules quelques-unes d'entre elles présentent des caractéristiques qui permettent d'en faire l'objectif d'une entreprise aussi ambitieuse qu'un voyage interstellaire. Ces dernières années, plusieurs techniques ont permis de découvrir qu'une proportion importante de systèmes solaires hébergeaient des planètes. Mais peu d'entre elles présentaient des caractéristiques propices à la vie. Dans un rayon des 15 années-lumière ont été identifiées Tau Ceti e (planète chaude), Tau Ceti f, Ross 128 b et Kapteyn b (planètes froides). Toutes sont des « super-Terres », c'est-à-dire des planètes avec une gravité très supérieure à 1 ; toutefois ces observations souffrent d'un biais lié à la précision des instruments qui rend difficile l'identification de planètes de la taille de la Terre.

Position et désignation des 32 étoiles situées à moins de 15 années-lumière du Soleil.

## Systèmes de propulsion avancés
| Système de propulsion | Système de propulsion | Impulsion spécifique | Delta-V max     | Poussée max      |
| --------------------- | --------------------- | -------------------- | --------------- | ---------------- |
| Propulsion chimique   | Propergol solide      | 250-310 s            | 5,7–7,1 km/s    | 107 newtons      |
| Propulsion chimique   | Propergol liquide     | 300-500 s            | 6,9–11,5 km/s   | 107 newtons      |
| MHD                   | MHD                   | < 200 s              | 4,6 km/s        | 105 newtons      |
| Propulsion nucléaire  | Fission               | 500-800 s            | 11,5–20,7 km/s  | 106 newtons      |
| Propulsion nucléaire  | Fusion                | 10 000-100 000 s     | 230–2 300 km/s  | 5 newtons        |
| Propulsion nucléaire  | Antimatière           | 60 000 s             | 1 381 km/s      | 102 newtons      |
| Propulsion électrique | Electrothermique      | 150-1200 s           | 3,5–27,6 km/s   | 10 newtons       |
| Propulsion électrique | Electrostatique       | 1200-10 000 s        | 27,6 à 230 km/s | 3 × 10−1 newtons |
| Propulsion électrique | Electromagnétique     | 700 à 5000 s         | 16,1 à 115 km/s | 102 newtons      |
| Sans carburant        | Voile solaire         | 30 000 000 s         | pas de limite   | 10−4 newtons     |

Les performances du système de propulsion constituent le facteur clé pour parvenir à réaliser un voyage interstellaire. Deux techniques de propulsion, permettant d'obtenir un rendement significativement plus importants que la propulsion chimique, ont fait l'objet d'expérimentations à échelle réduite : la fission nucléaire et la voile solaire.

### Propulsion nucléaire thermique
Le recours à la fission nucléaire, qui consiste à casser des isotopes radioactifs lourds comme l'238uranium, permet théoriquement d'obtenir un million de fois plus d'énergie que la propulsion chimique. En pratique les gains sont beaucoup plus modestes de l'ordre d'un ordre de grandeur (rendement dix fois supérieur). La méthode la plus simple pour exploiter l'énergie dégagée par la fission nucléaire est la propulsion nucléaire thermique : un gaz circule dans le cœur nucléaire et est réchauffé par celui-ci à très haute température ce qui entraine son expulsion à haute vitesse par une tuyère. Le poids du moteur est important ce qui limite son utilisation aux manœuvres dans l'espace (on ne peut faire décoller une fusée avec ce type de moteur). On distingue trois types de propulsion exploitant directement la fission nucléaire, qui sont caractérisés par des architectures différentes de leur cœur : cœur solide, liquide ou gazeux. Dans tous les cas étudiés le fluide propulsif utilisé est l'hydrogène car sa faible masse atomique permet d'obtenir le meilleur rendement.

#### Moteur de fission nucléaire à cœur solide
Le moteur de fission nucléaire à cœur solide constitue la technologie la mieux maîtrisée, car elle est utilisée dans de nombreuses installations sur Terre en particulier dans les centrales nucléaires et à bord des sous-marins à propulsion nucléaire. Pour que le cœur nucléaire ne fonde pas, la température ne doit pas dépasser 3 000 °C, ce qui limite l'impulsion spécifique à environ 1 000 secondes, soit le double des meilleurs moteurs à propulsion chimique. Des moteurs-fusées de ce type ont déjà été expérimentés dans l'espace par l'Union soviétique et au sol par les États-Unis (moteur NERVA ayant une poussée de 266 kN et une impulsion spécifique de 800 secondes).

#### Moteur de fission nucléaire à cœur liquide
Le réacteur à cœur liquide permet d'améliorer le rendement de ce type de moteur en mélangeant le fluide propulsif avec la matière fissile ce qui permet un fonctionnement à des températures beaucoup plus élevées. Ce type de réacteur se heurte à deux problèmes :
- les réactions nucléaires de fission ne sont plus contrôlables et elles continuent donc à se produire lorsqu'on arrête d'injecter le fluide propulsif ;
- il faut mettre au point un dispositif qui évite d'éjecter la matière fissile avec le fluide propulsif ;

Un moteur de ce type, le réacteur à chambre annulaire ou LARS (Liquid Annular Reactor System), a été étudié par le laboratoire national de Brookhaven. Cette étude de conception prévoyait une impulsion spécifique de 1 600 à 2 000 secondes pour une poussée de 20 kN et une masse de trois tonnes.

#### Moteur de fission nucléaire à cœur gazeux
Le réacteur à cœur gazeux permet d'atteindre de plus grandes températures et donc un meilleur rendement mais au prix d'une complexité de mise en œuvre encore plus importante. Le matériau fissile (l'uranium) est injecté au centre d'une chambre sphérique tandis que l'hydrogène se diffuse à travers les parois poreuses et occupe la périphérie de la chambre. La température peut atteindre des dizaines de milliers de degrés Celsius car les gaz chauds ne sont pas en contact avec la paroi. Dans ces conditions, l'impulsion spécifique peut atteindre 2500 à 6000 secondes. Les difficultés portent sur la masse très importante de ce type de moteur et la perte du combustible éjecté avec l'hydrogène.

### Propulsion nucléaire électrique

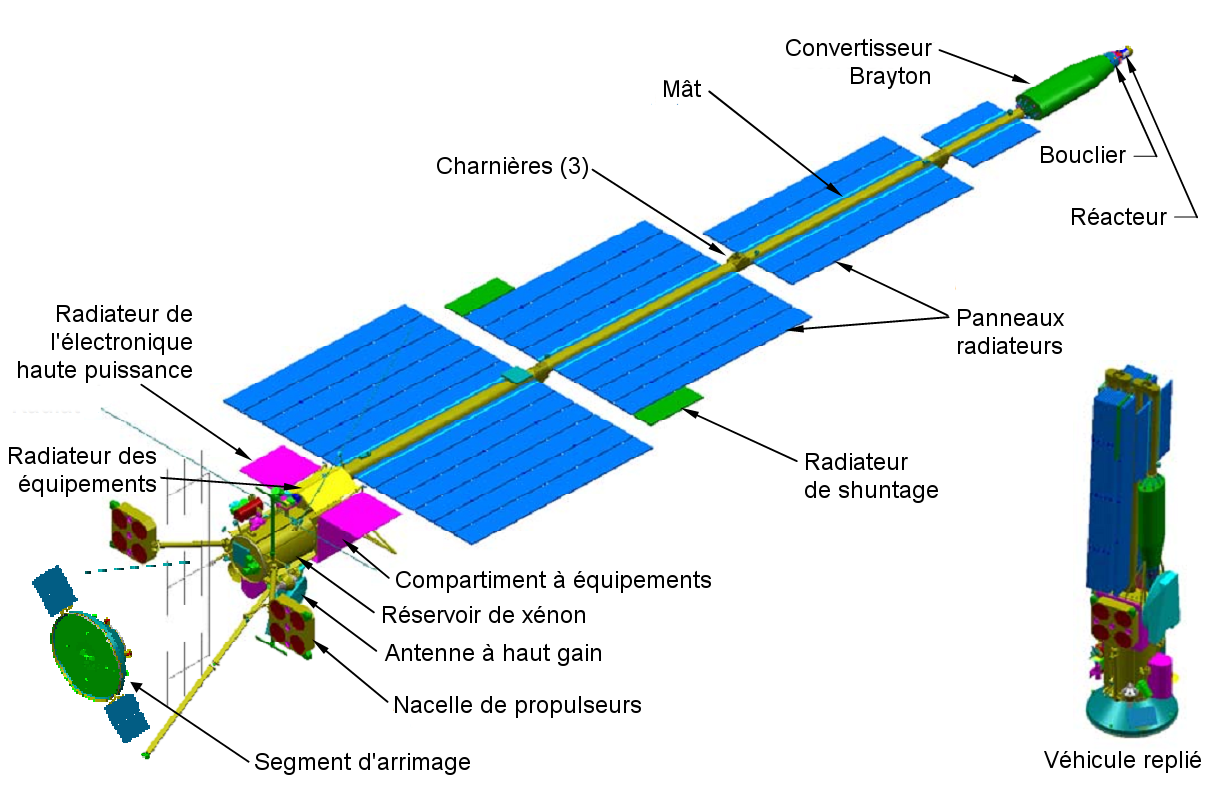
Schéma de la sonde spatiale Jupiter Icy Moons Explorer utilisant une propulsion nucléaire électrique et destinée à l'étude des satellites de Jupiter.

Les moteurs à propulsion électrique existants ou en cours de développement peuvent fournir un Delta-v nettement supérieur à ce que permet un réacteur nucléaire fission (jusqu'à 200 km/s) mais il doit être alimenté pour cela en énergie électrique. Au-delà de l'orbite de Jupiter la lumière fournie par le Soleil est insuffisante pour permettre la production de suffisamment d'énergie pour ces moteurs très gourmands. La propulsion nucléaire électrique pallie ce problème grâce à un réacteur nucléaire (fission) qui produit après conversion dans une turbine l'électricité qui est utilisée pour faire fonctionner par exemple des moteurs ioniques. L'impulsion spécifique des moteurs ioniques est élevée. Le recours à la propulsion nucléaire électrique a été très sérieusement envisagé par la NASA au début des années 2000 dans le cadre du projet Jupiter Icy Moons Orbiter, une sonde spatiale lourde chargée d'étudier les satellites de Jupiter. Mais le projet a été arrêté en cours de développement pour des raisons financières.

### Voile solaire

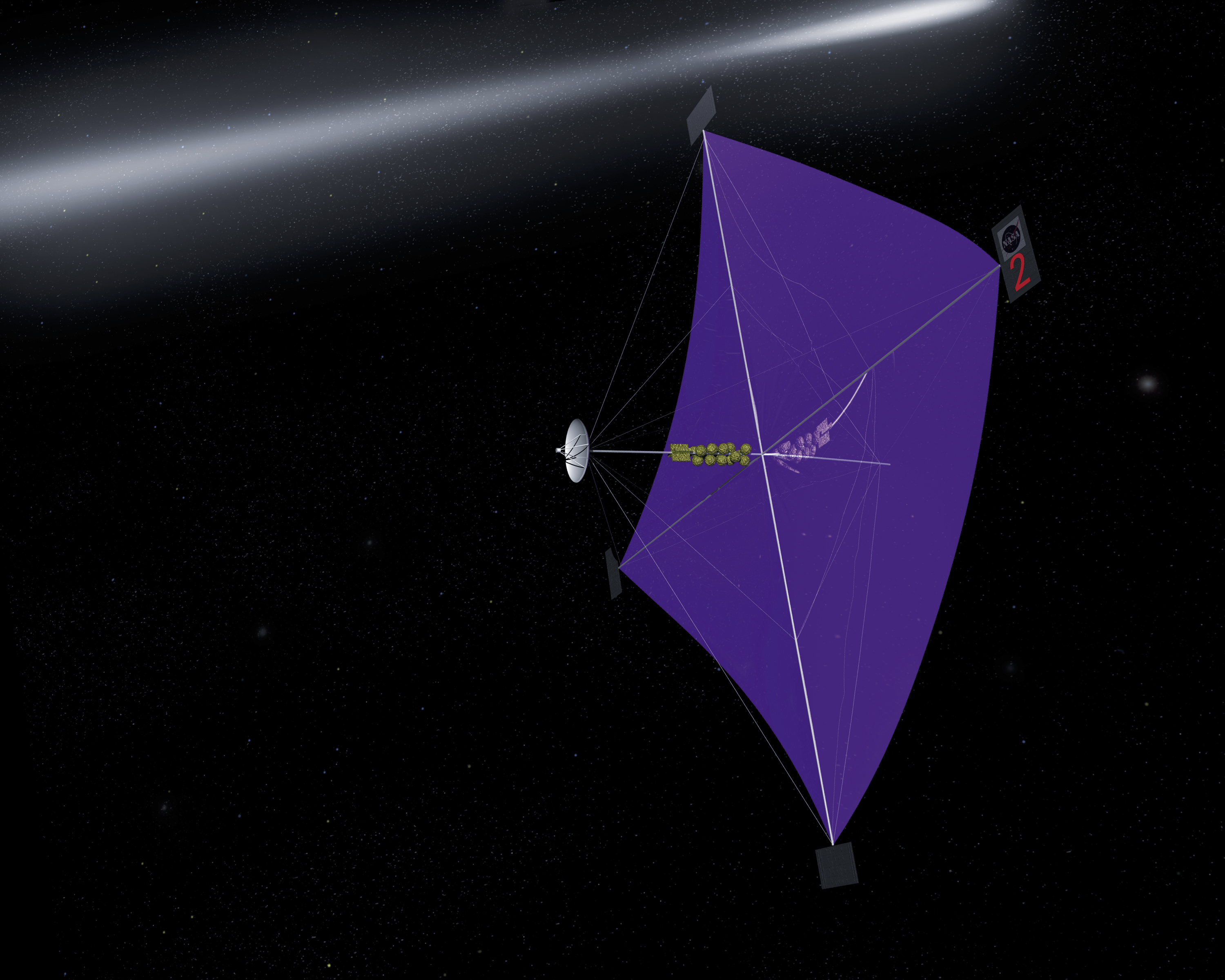
Vaisseau propulsé par une voile solaire de 1 km2 (source NASA, vue d'artiste).

La propulsion photonique ou voile solaire utilise la pression de radiation du rayonnement électromagnétique émis par les étoiles (les photons) pour se déplacer dans l'espace à la manière d'un voilier. La voile solaire est propulsée par la pression produite par les photon]s qui viennent la percuter. Plus la voile est grande et réfléchissante, plus grande est la force de propulsion. On peut alors, en inclinant la voile ou en agissant sur sa voilure, modifier la surface offerte à la lumière et ainsi doser l'équilibre des forces pour ainsi « piloter » la voile. À la manière d'un bateau à voile, utilisant la force de l'eau et du vent, un engin spatial à voile solaire peut utiliser la force gravitationnelle et la force de poussée photonique pour naviguer dans l'espace. Au niveau de l'orbite terrestre une voile de 1 km2 produit une poussée de neuf newtons (un peu moins d'un kilogramme). En l'état, ce type de propulsion devient inutilisable durant le transit entre deux étoiles car la luminosité des étoiles les plus proches devient trop faible. Mais il est envisageable de déployer des miroirs de très grandes dimensions proches de l'étoile de départ et focalisés sur le vaisseau à accélérer... Dans des scénarios futuristes les photons ne sont pas produits par le Soleil mais par des lasers d'une très grande puissance installés sur Terre ou, pour éliminer l'interception d'une partie de l'énergie par l'atmosphère terrestre, dans l'espace.
Plusieurs voiles solaires ont été lancées dans l'espace ou en cours de développement. Il s'agit de prototypes destinés à mettre au point les différents composants de ce type de propulsion en particulier le mécanisme de déploiement de la voile et la technique qui permet d'orienter la poussée. La plus avancée de ces voiles est IKAROS, d'une superficie de 173 m2 développée par l'agence spatiale japonaise, la JAXA. Lancée en 2010, elle est toujours opérationnelle en 2015. Sa superficie lui permet un changement de vitesse maximal de 12 m/s au bout d'un mois. Le développement de ce type de propulsion nécessite la mise au point de matériaux très légers et néanmoins suffisamment résistants pour réaliser des voiles solaires de plusieurs kilomètres carrés.

## Spéculations
Il existe de nombreux concepts autour du voyage interstellaire qui relèvent au début du XXIe siècle de spéculations s'appuyant au mieux sur des théories physiques. Ils peuvent se regrouper en trois catégories. La première rassemble des techniques de propulsion qui permettraient d'atteindre des vitesses proches de la vitesse de la lumière (0,1 c ou plus) autorisant des voyages rapides, c'est-à-dire d'une durée de l'ordre de quelques décennies, vers les étoiles les plus proches. La seconde suppose la mise au point de technologies permettant à l'équipage d'un vaisseau interstellaire de survivre à un voyage dont la durée serait de plusieurs fois celle de la vie humaine actuelle (voyage lent) pour compenser les limites des systèmes de propulsion. La troisième regroupe des méthodes permettant de s'affranchir de la limite de la vitesse de la lumière : elles spéculent sur des conséquences possibles des théories de la physique ou, inspirées d'ouvrages de science-fiction violant clairement celles-ci.

### Voyage interstellaire rapide
La possibilité d'avoir des vaisseaux capables d'atteindre d'autres étoiles rapidement, c'est-à-dire en moins d'une vie humaine, est naturellement plus séduisante. Cependant, cela demanderait des méthodes de propulsion beaucoup plus avancées permettant d'atteindre des vitesses proches de celles de la lumière.
Cependant, la relativité restreinte et la relativité générale offrent la possibilité de réduire le temps de voyage apparent : avec une technologie suffisamment avancée, un vaisseau spatial pourrait effectuer des voyages interstellaires quasiment à la vitesse de la lumière, et la dilatation du temps relativiste ferait paraître le voyage moins long aux voyageurs. Cependant, celui-ci resterait long pour ceux qui suivent la mission de la Terre. À leur retour, les voyageurs découvriraient qu'il s'est écoulé beaucoup plus de temps sur Terre que leur temps de voyage subjectif. Par ailleurs protéger des poussières et des gaz du milieu interstellaire un vaisseau voyageant à une vitesse comparable à celle de la lumière constituerait un défi sérieux.

#### Propulsion nucléaire pulsée

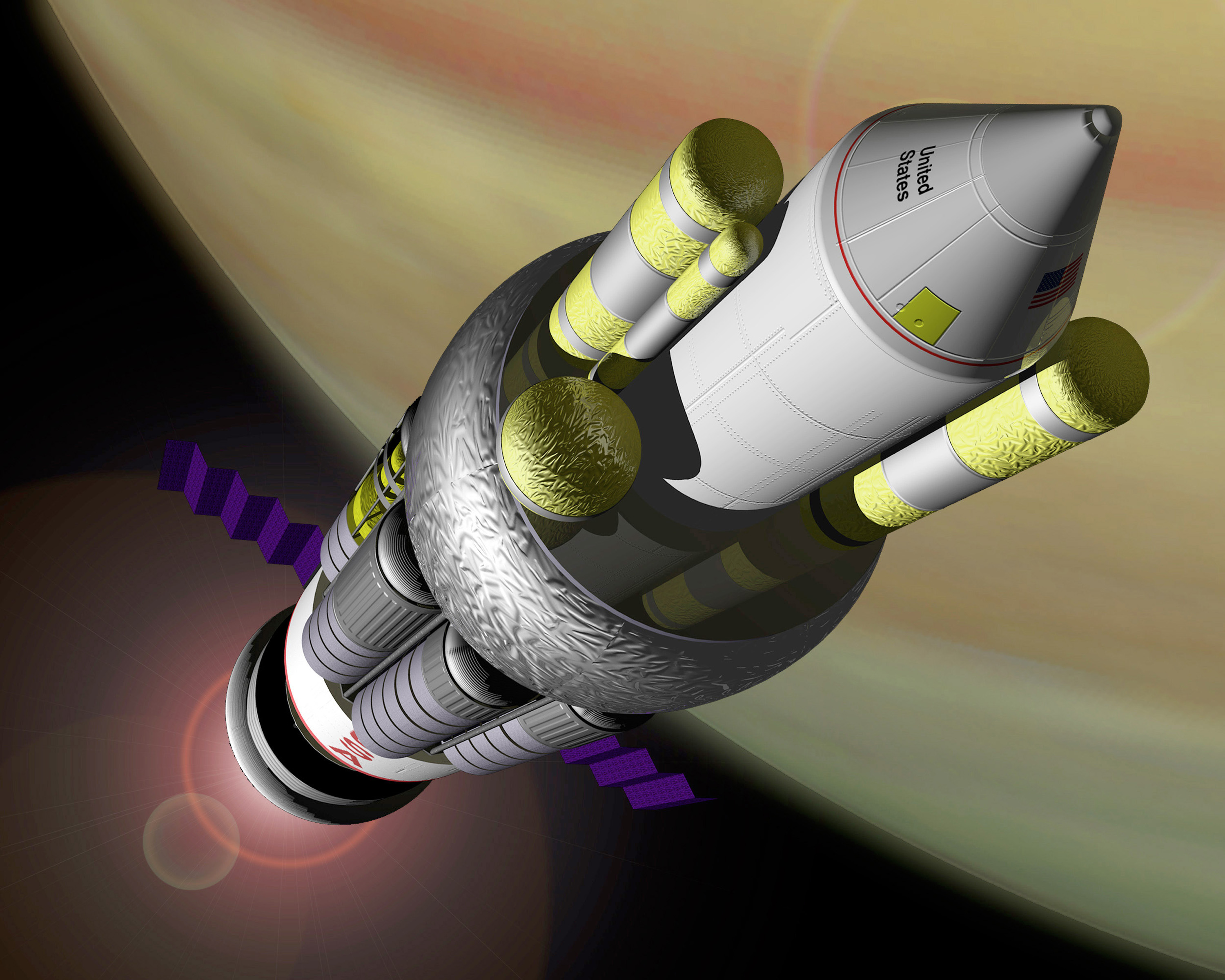
Vue d'artiste d'un vaisseau à propulsion nucléaire pulsée (projet Orion).

En 1957, on considérait qu'il était possible de créer des vaisseaux spatiaux de huit millions de tonnes avec des moteurs à propulsion nucléaire pulsée, capables d'atteindre environ 7 % de la vitesse de la lumière. Le problème d'une telle méthode est qu'elle utilise des explosions nucléaires comme propulsion, et comprend donc de gros risques de radiations.

#### Fusion nucléaire
Des fusées à fusion nucléaire pourraient atteindre une vitesse équivalente à environ 10 % de celle de la lumière. Une voile solaire alimentée par des lasers massifs pourrait potentiellement atteindre une vitesse similaire, voire supérieure.

#### Utilisation de l'antimatière
L'antimatière et la matière, quand elles entrent en contact, peuvent s'annihiler mutuellement. Elles sont alors transformées en énergie, suivant la célèbre équation E=mc2. En fait, il s'agit de la seule situation connue dans laquelle la masse est intégralement convertie en énergie. Par comparaison, une réaction nucléaire classique ne dégage qu'une très petite partie de l'énergie "de masse" contenue dans les combustibles nucléaires utilisés (environ un millième), cette dernière dégageant pourtant bien plus d'énergie encore qu'une combustion (environ un million de fois plus). Si des sources d'énergie et des moyens de production efficaces permettent de créer de l'antimatière en quantité suffisante, il serait théoriquement possible d'atteindre des vitesses proches de celle de la lumière.

Configuration d'un vaisseau interstellaire utilisant l'antimatière.

#### Collecteur Bussard
Une autre proposition était celle du collecteur Bussard, dans lequel une sorte de godet géant capterait et comprimerait l'hydrogène interstellaire, l'utiliserait dans une réaction de fusion nucléaire et expulserait l'hélium résultant. Comme le carburant serait collecté en route au fur et à mesure, le vaisseau pourrait théoriquement accélérer jusqu'à une vitesse proche de celle de la lumière. Proposé en 1960, il fit l'objet de calculs ultérieurs avec une meilleure estimation, qui suggèrent que la poussée générée serait inférieure à la traînée causée par la forme du collecteur. Éventuellement, un appareil de type réacteur, stabilisé par un gyroscope, pourrait permettre à la poussée de contrecarrer la traînée.

### Voyage interstellaire lent
Les projets de voyage interstellaire lent, tels que le projet Longshot, se basent généralement sur des techniques de propulsion susceptibles d'être construites dans un futur proche. Par conséquent, les voyages sont extrêmement longs, pouvant durer d'environ un siècle à plusieurs millénaires. Ces voyages seraient alors des allers simples pour installer des colonies. Les systèmes de propulsion requis sont moins théoriques que pour le voyage interstellaire rapide, mais la durée du voyage constitue un énorme obstacle en lui-même. Ci-dessous sont exposées les principales solutions pour ce cas de figure.

#### Vaisseau générationnel
Un vaisseau générationnel serait assez grand pour contenir une colonie. Les colons vivraient à bord du vaisseau et leurs descendants atterriraient sur la planète de destination. Ces descendants pourraient ensuite établir la colonie, ou s'arrêter simplement pour explorer, puis construire d'autres vaisseaux pour continuer l'expédition. Les vaisseaux-générations ont longtemps été un sujet populaire en science-fiction ; cependant, ces histoires mettent souvent en relief les problèmes dus à la détérioration de la culture des colons nés sur le vaisseau.
Les vaisseaux-générations ne sont pas réalisables actuellement, à la fois en raison de la taille énorme qu'ils devraient avoir et parce qu'un tel milieu fermé et autosuffisant serait difficile à créer. Des écosystèmes artificiels fermés, comme Biosphère II et surtout MELiSSA de l'ESA, ont été construits afin d'étudier les difficultés techniques de ce genre de système, avec des résultats mitigés.
Au-delà des difficultés techniques, un des écueils les plus importants auquel se heurte ce genre de projet réside dans le facteur humain. En effet, comment motiver une population suffisamment nombreuse et diversifiée, ceci afin de limiter au maximum l'appauvrissement de son capital génétique, à s'embarquer dans un voyage dont, en raison de sa longueur, elle ne connaîtra jamais la fin, à engendrer une deuxième génération d'individus et à lui transmettre intacts les buts et les motivations de l'entreprise, sachant que seule la troisième ou la quatrième génération aura une chance de parvenir à destination.

#### Animation suspendue
Les scientifiques et les auteurs de science-fiction ont proposé des théories variées sur l'animation suspendue. Cela inclut l'hibernation humaine ou la cryogénie. Bien qu'aucune des deux méthodes ne soit actuellement utilisable, elles laissent envisager la possibilité de « vaisseaux-sommeil » où les passagers sont conservés en suspension pendant la longue durée du voyage.

#### Prolongement de la vie humaine
Une variante de cette possibilité est basée sur le développement de techniques rallongeant l'espérance de vie humaine, comme le projet SENS du docteur Aubrey de Grey. Si l'équipage du vaisseau avait une espérance de vie de plusieurs millénaires, il serait possible de traverser les distances interstellaires sans avoir besoin de remplacer l'équipage de génération en génération. Cependant, les effets psychologiques d'un voyage aussi long risqueraient quand même de poser problème.

#### Embryons congelés
Une mission spatiale robotisée transportant un grand nombre d'embryons humains congelés constitue une autre possibilité théorique. Cette méthode de colonisation nécessite, entre autres, le développement d'un utérus humain artificiel, la détection préalable d'une planète habitable de type terrestre, et des avancées dans le domaine des robots mobiles autonomes.
Il va sans dire que cette hypothèse, si tant est qu'elle soit réalisable un jour, ne prend pas en compte le risque de créer des générations d'humains psychotiques car conçus, éduqués et élevés par des machines.

### Utilisation de systèmes de propulsion exotiques

#### Voyage interstellaire par transmission
Si des entités physiques pouvaient être transmises en tant qu'informations et reconstruites sur place, voyager exactement à la vitesse de la lumière serait possible. À noter que d'après la relativité générale, l'information ne peut pas voyager plus vite que la lumière. L'augmentation de vitesse comparée au voyage infraluminique serait minimale pour les observateurs extérieurs, mais pour les voyageurs, le voyage serait instantané.
Encoder, envoyer puis reconstruire une description atome par atome, par exemple d'un corps humain, est une perspective intimidante, mais il pourrait être suffisant d'envoyer une sorte de logiciel qui recrée le schéma neurologique d'une personne. Cela suppose que le récepteur ou le reconstructeur ait été envoyé préalablement par des moyens plus conventionnels.

#### Vitesse supraluminique
Les scientifiques et les auteurs de science-fiction ont émis un certain nombre de moyens théoriques de dépasser la vitesse de la lumière. Malheureusement, même la plus vraisemblable de ces théories reste actuellement extrêmement spéculative.

##### Distorsion de l'espace-temps
Selon la théorie de la relativité générale, l'espace-temps est courbe. En science-fiction, on peut imaginer d'utiliser alors un « raccourci » d'un point à un autre. La formule suivante basée sur la relativité générale peut permettre de voyager plus vite que la lumière si l'espace-temps est courbe[réf. non conforme] :
{\displaystyle G_{\mu }\,_{\nu }=8\pi \,GT_{\mu }\,_{\nu }}
En physique, la métrique d'Alcubierre postule que la courbure peut prendre la forme d'une onde, dans laquelle un engin spatial pourrait être transporté dans une « bulle », l'espace-temps se rétractant devant la bulle et s'élargissant derrière. L'onde transporterait alors la bulle d'un point à un autre plus rapidement que la vitesse de la lumière dans un espace-temps non distordu. Cependant, le vaisseau n'irait pas plus vite que la lumière à l'intérieur de sa bulle. L'utilisation de cette méthode comme moyen de transport réalisable a été critiquée. Elle suggérerait également de créer des "autoroutes" spatiales complètement vides, car la distorsion détruirait tout objet situé dans la zone de distorsion.

##### Trous de ver

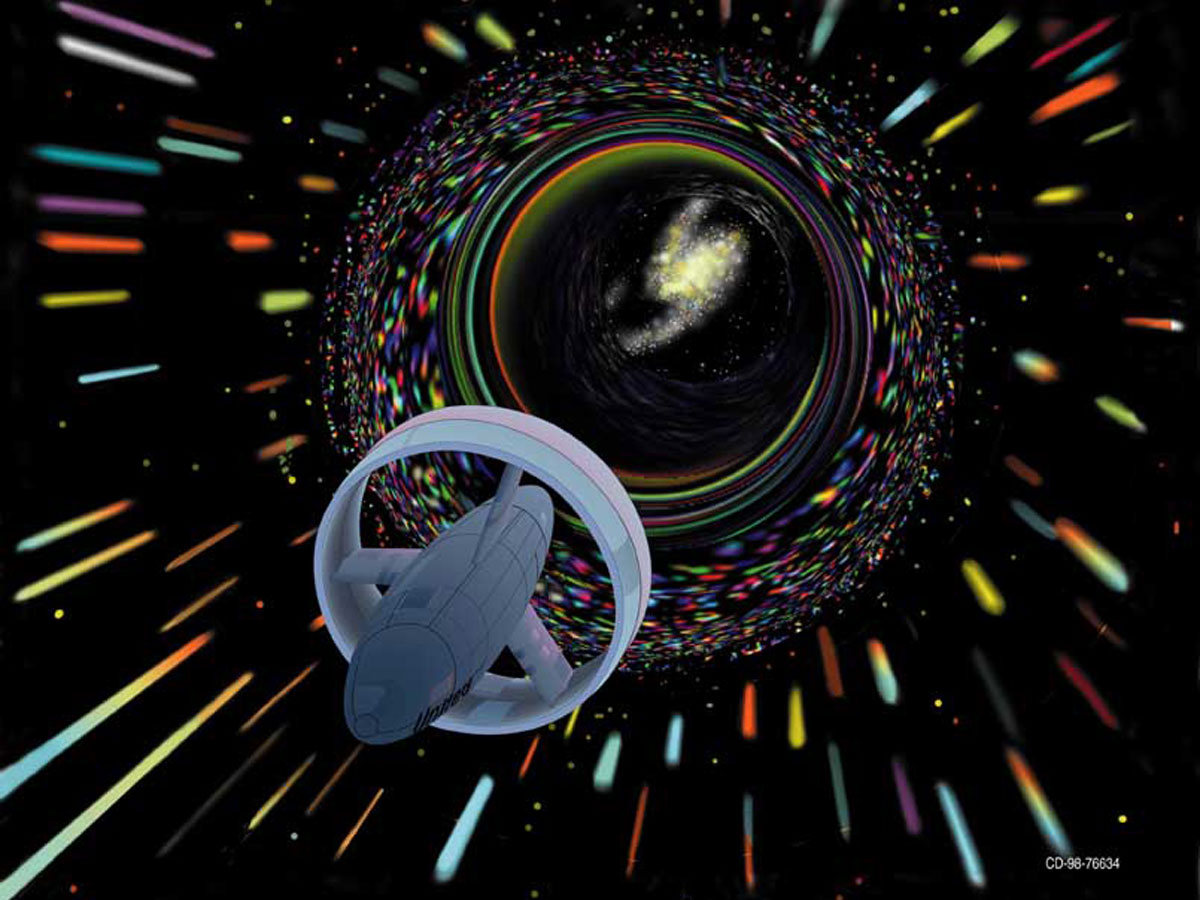
Vue d'artiste d'un vaisseau interstellaire empruntant un trou de ver.

L'utilisation d'un trou de ver est probablement l'option de voyage supraluminique la moins hasardeuse dans l'état actuel de la science. Un trou de ver est une distorsion de l'espace-temps qui, selon la théorie, pourrait relier deux points arbitraires de l'Univers dans un pont d'Einstein-Rosen. On ne sait pas encore si l'existence de trous de vers est réellement possible. Il existe des solutions de l'équation de la relativité générale permettant l'existence de trous de vers, mais toutes les solutions connues impliquent des hypothèses — par exemple, l'existence de la masse négative — qui pourraient être contraires à la physique.
Il pourrait y avoir deux types de trous de vers permettant le voyage interstellaire.
Le premier type viendrait du même processus que les trous noirs : la mort des étoiles. Des trous de vers de ce type, qui seraient assez sûrs pour que des humains les empruntent, devraient probablement être supermassifs et en rotation, à l'image de Sagittarius A* au centre de la Voie lactée. Mais on comprend que dans ce cas, cela impliquerait un voyage préliminaire équivalent ou supérieur au voyage visé.
Des trous noirs plus petits (de type stellaire) sont potentiellement moins lointains, mais déjà à distances interstellaires. De plus, ils sont si denses qu'ils produisent des forces de marée intenses qui détruisent tout objet macroscopique y entrant.
Un autre type de trou de ver envisagé est basé sur la gravité quantique. Certains ont supposé l'existence de trous de vers euclidiens qui apparaissent et disparaissent spontanément, qui existent à l'échelle de la constante de Planck ; on pourrait les ouvrir en utilisant de l'énergie négative, mais la quantité d'énergie requise serait immense. Il n'est pas sûr que ce soit théoriquement possible, en l'absence d'une théorie reconnue sur la gravité quantique. Une autre théorie suppose qu'il serait possible d'ouvrir des trous de vers en déchirant la mousse quantique.

## Projets et recherches théoriques

### Projets de la NASA d'exploration robotique de l'espace interstellaire
L'agence spatiale américaine, la NASA, bien que la mieux dotée des agences spatiales de la planète, n'envisage aucune mission, même à long terme, à destination des étoiles les plus proches. Elle a, par exemple, réalisé depuis le début des années 1970, plusieurs études de missions robotiques (sans équipage) d'exploration du milieu interstellaire situé approximativement entre 50 et 1 000 unités astronomiques du Soleil. En effet cette région de l'espace située à la frontière et au-delà de la zone d'influence du Soleil présente plusieurs caractéristiques intéressantes : héliopause, milieu interstellaire proprement dit, ceinture de Kuiper, lentille gravitationnelle... Plusieurs sondes spatiales de l'agence spatiale (Voyager, Pioneer) lancées vers les planètes externes du système solaire, ont déjà commencé à explorer cette zone avec toutefois des capacités d'investigation réduites (Voyager 1 et 2) ou nulles.

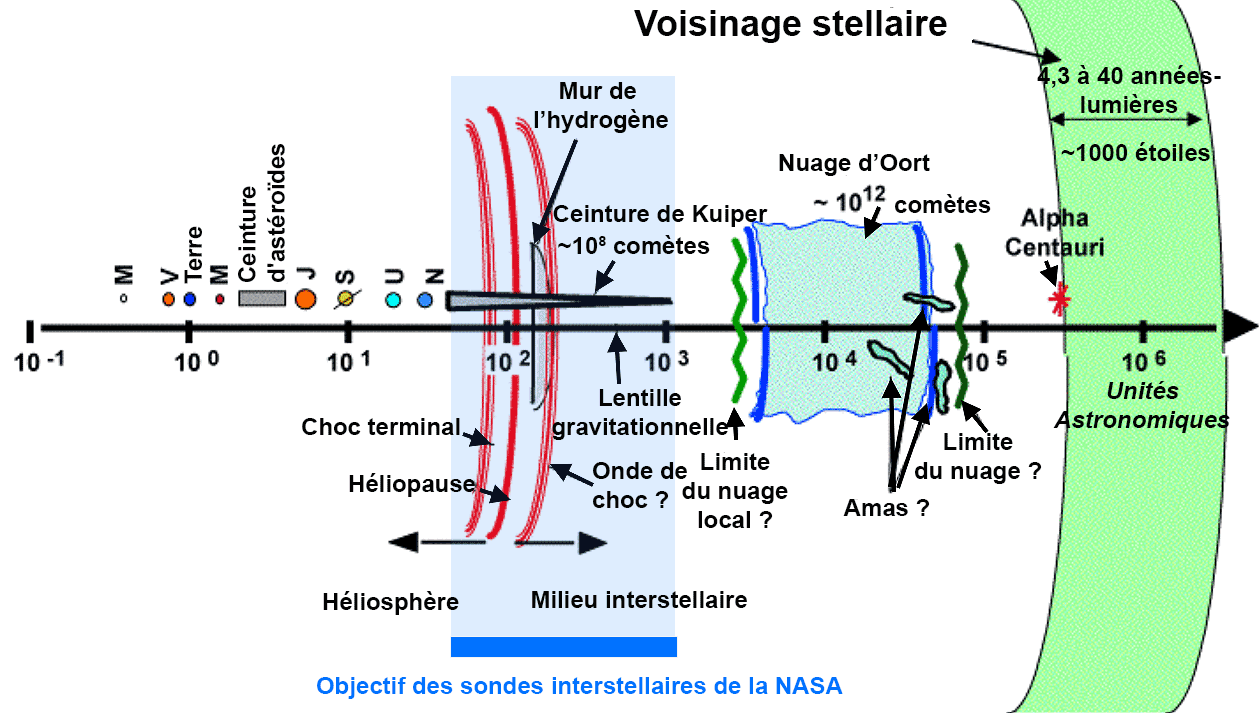
Le voisinage interstellaire du système solaire jusqu'à un million d'unités astronomiques (de 0 à 50 années-lumière) présentée sur une échelle logarithmique.

#### Interstellar Precursor Probe

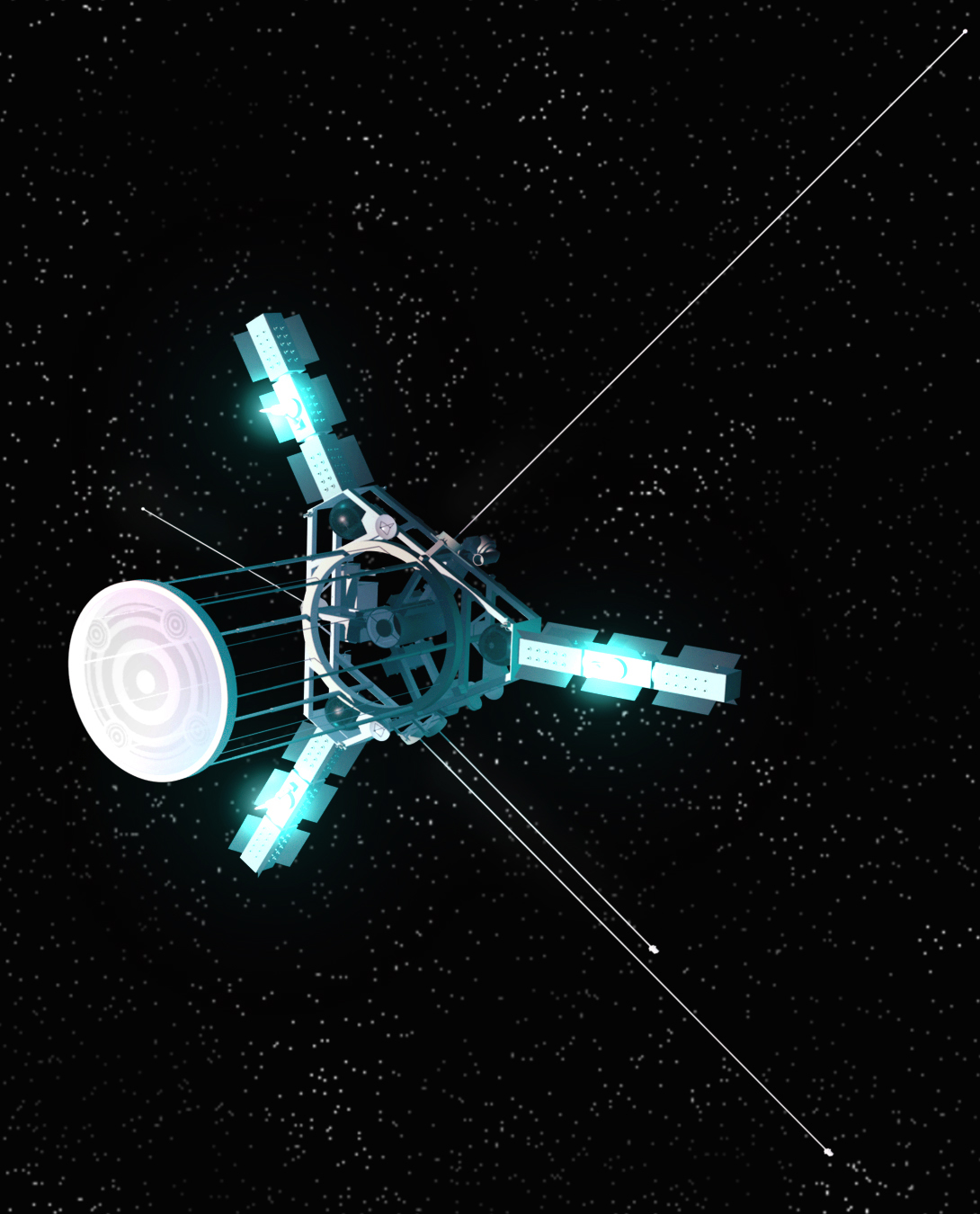
Vue d'artiste du projet de sonde spatiale Innovative Interstellar Explorer.

Interstellar Precursor Probe (IPP) est une des premières études consacrées à l'exploration de l'espace interstellaire. IPP est un projet mené à la fin des années 1970 par le centre JPL de la NASA avec un lancement prévu vers l'an 2000. Cette sonde spatiale (sans équipage) avait pour objectif d'étudier Pluton et d'explorer la ceinture de Kuiper jusqu'à une distance d'environ 1 000 au sur une période comprise entre 20 et 50 ans. L'engin spatial, d'une masse d'environ 32 tonnes, dont 1,5 tonne d'instrumentation scientifique, devait utiliser une propulsion nucléaire électrique. Il embarquait un orbiteur de 500 kg pour Pluton. Il était prévu que IPP atteigne une vitesse de 50 à 100 km/s. L'étude n'a débouché sur aucune réalisation concrète, mais les éléments rassemblés ont été largement réutilisés par les projets suivants.

#### Thousand astronomical Unit Mission
La Thousand astronomical Unit Mission (TAU), également étudiée dans les années 1980 par le JPL, est très proche d'IPP avec le recours à la propulsion nucléaire électrique pour explorer la sphère de 1000 unités astronomiques entourant le Soleil. Le principe à la base de cette étude est le recours à des technologies disponibles. La sonde spatiale est longue de 25 mètres et est placée en orbite par une navette spatiale. Sa masse de 60 tonnes se répartit entre un ensemble propulsif de 15 tonnes, 40 tonnes de xénon liquide utilisé par les moteurs ioniques et l'ensemble formé par le module de service et la charge utile (5 tonnes). TAU emporte 1,2 tonne d'instrumentation scientifique et un orbiteur de 500 kg largué au niveau de Pluton. Les télécommunications sont assurées par une antenne parabolique de 15 mètres de diamètre. Après avoir accéléré durant 10 ans et atteint une vitesse de 106 km/s le bloc propulsif est largué. Débute alors la phase scientifique qui va se poursuivre les 40 années suivantes avant d'atteindre la région des 1 000 au. Le principal instrument est un télescope spatial caractérisé par une ouverture de 1,5 mètre de diamètre et utilisé à des fins d'astrométrie. Les données sont envoyées par l'intermédiaire d'un laser vers la Terre où elles sont collectées avec un télescope optique de 10 mètres de diamètre placé en orbite basse ce qui permet un débit de 10 à 20 kilobits par seconde. L'énergie est fournie par des générateurs thermoélectriques à radioisotope (RTG).

#### Innovative Interstellar Explorer
L'Innovative Interstellar Explorer est un projet de la NASA beaucoup plus modeste démarré en 2003 dont l'objectif est d'amener une charge utile de 34 kg à 200 unités astronomiques de notre Soleil pour étudier la région du choc terminal et le milieu interstellaire après un transit rapide de 30 ans. Ce délai court nécessite que la sonde spatiale ait une vitesse résiduelle de 32 km/s (soit le double de Voyager 1) une fois sortie du puits gravitationnel du système solaire. La solution technique repose sur le recours à un lanceur lourd Delta 4 et à un système de propulsion basé sur un moteur ionique d'une puissance d'un kilowatt alimenté en énergie électrique par un RTG.

#### Projet Promotheus
Le projet Promotheus (projet Prométhée) également lancé en 2003 est un concept de sonde spatiale destiné à explorer les confins du système solaire en utilisant la propulsion nucléaire électrique c'est-à-dire la combinaison d'un petit réacteur nucléaire (à neutrons rapides) et de moteurs électriques. Le réacteur permet de disposer de grandes quantités d'énergie pour alimenter les instruments scientifiques et la propulsion à des distances où le Soleil ne fournit plus suffisamment d'énergie pour alimenter de manière suffisante des panneaux solaires. La première application prévue était la mission Jupiter Icy Moons Orbiter, dont l'objectif était l'étude des lunes de Jupiter avec des mises en orbite successives autour de Callisto, Ganymède et Europe. La charge utile avait une masse de 1,5 tonnes. Le réacteur nucléaire refroidi par un fluide gazeux, conçu par la marine de guerre américaine qui bénéficiait d'une longue expérience dans le domaine, devait fournir après conversion de l'énergie 200 kW d'énergie électrique. Protégé par un bouclier anti radiations, le réacteur était séparé de la charge utile par un tronçon long de 43 mètres sur lequel était fixé les radiateurs destinés à disperser la chaleur excédentaire. La sonde spatiale emportait 12 tonnes de xénon liquide alimentant des moteurs ioniques fournissant une impulsion spécifique comprise entre 6000 et 9000 secondes. La masse totale de la sonde spatiale était de 38 tonnes. Malheureusement le projet fut abandonné en 2006.

### Recherches de la NASA
Dans son projet Breakthrough Propulsion Physics Project, clos en 2002, la NASA a identifié deux axes de recherche qui pourraient rendre le voyage interstellaire possible :
- découvrir un moyen de propulsion qui puisse atteindre la vitesse maximale possible ;
- découvrir un moyen de production d'énergie embarquée capable d'alimenter ces propulseurs.

Ces avancées seraient analogues au remplacement des bateaux à voile par les bateaux à vapeur, ou des avions à hélices par les avions à réaction. La notion d'avancée signifie qu'on ne cherche pas une meilleure manière de produire un réacteur, mais une technologie entièrement nouvelle. Cela arrive quand les avantages de la technologie existante diminuent et que le besoin d'une nouvelle technologie se fait sentir.
En 2010, la NASA et le DARPA lancent le 100 Year Starship (en), projet d'exploration de l'espace lointain qui n'aboutira que dans cent ans.

### Recherches de l'AIAA

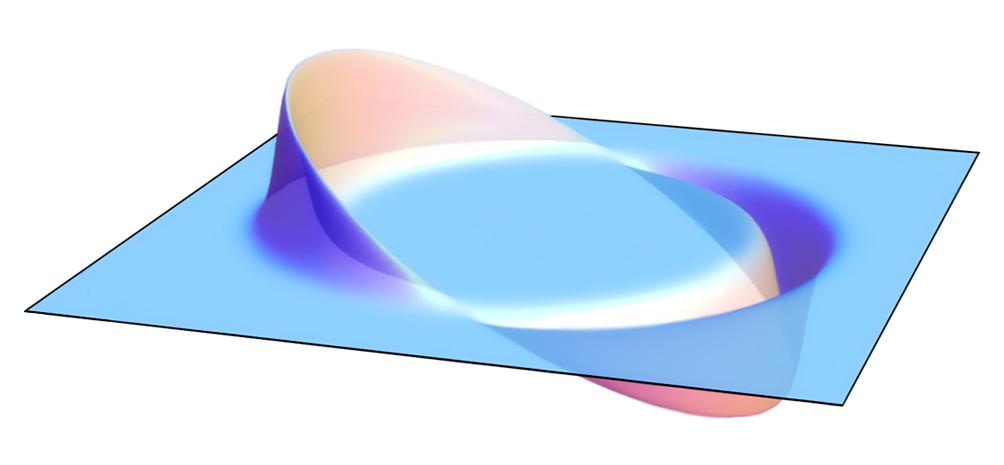
Exemple de métrique d'Alcubierre montrant, diamétralement opposées, la contraction et la dilatation de deux régions de l'espace-temps propulsant la région centrale.

L'ouvrage collectif Frontiers of propulsion sciences de l'American Institute of Aeronautics and Astronautics (AIAA), publiée en février 2009, fait la synthèse des techniques spéculatives supraluminiques en cours d'étude :
- distorsion de l'espace-temps selon la métrique d'Alcubierre : compression à l'avant (aspiration du vaisseau) et expansion à l'arrière (poussée du vaisseau) - dans des conditions de la période de l'inflation grâce à de l'énergie négative, voire en faisant appel à l'énergie sombre ;
- émission d'ondes gravitationnelles à hautes fréquences (HFGW) à des fins propulsives basée sur l'effet Gertsenshtein, émise par le physicien soviétique M.E. Gertsenshtein en 1962, qui décrit une résonance complexe entre onde électromagnétique et champ magnétique pour produire une onde gravitationnelle. Selon le verdict du comité Jason piloté par les services de renseignement des États-Unis, les applications des HFGW seraient impossibles ;
- étude d'un effet Casimir dynamique : la vibration à très haute fréquence des parois conductrices d'une nanocavité doit faire apparaître des photons. Si ce phénomène est en voie d'expérimentation, son rendement théorique serait faible selon le Jordan Maclay, de l'ordre de {\displaystyle 10^{-14}}, l'accélération de 3x{\displaystyle 10^{-8}}m/{\displaystyle s^{2}} ne permettant d'espérer qu'une vitesse de 10 m/s après 10 ans d'accélération continue ;
- manipulation locale de la gravité par la création de nouveaux champs gravitationnels. Faute de pouvoir reproduire les résultats annoncés par Eugene Podkletnov, la piste la plus intéressante semble celle des recherches de Tajmar, soutenues par l'Agence spatiale européenne et l'United States Air Force, de créer un champ gravitationnel de type magnétique par un supraconducteur en rotation rapide.

### Réalisations
Le 12 septembre 2013, la NASA confirme que la sonde spatiale Voyager 1 est officiellement devenue le premier objet manufacturé ayant atteint l'espace interstellaire.